# SummerSlam (2012)
Cet article concerne l'édition 2012 du pay-per-view SummerSlam. Pour toutes les autres éditions, voir SummerSlam.
L’édition 2012 de SummerSlam est une manifestation de catch professionnel télédiffusée et visible uniquement en paiement à la séance. L'événement, produit par la WWE, a eu lieu le 19 août 2012 dans la salle omnisports Staples Center à Los Angeles, en Californie, pour la quatrième année consécutive. Il s'agit du vingt-cinquième anniversaire de SummerSlam, l'un des quatre premiers spectacles annuels de la fédération avec le Royal Rumble, les Survivor Series et WrestleMania (surnommés « The Big Four », à savoir « les Quatre Grands »). L'affiche officielle de l'évènement consiste en une photo de Brock Lesnar.
Chacun des matchs programmés est déterminé par des storylines rédigées par les scénaristes de la WWE ; soit par des rivalités survenues avant le pay-per-view, soit par des matchs de qualification en cas de rencontre pour un championnat. L'événement met en vedette les catcheurs des divisions Raw et SmackDown, créées en 2002 lors de la séparation du personnel de la WWE en deux promotions distinctes.

## Contexte
Les spectacles de la WWE en paiement à la séance sont constitués de matchs aux résultats prédéterminés par les scénaristes de la fédération. Ces rencontres sont justifiées par des storylines — une rivalité avec un catcheur, la plupart du temps — ou par des qualifications survenues dans les émissions de la WWE telles que Raw, SmackDown et Superstars. Tous les catcheurs possèdent un gimmick, c'est-à-dire qu'ils incarnent un personnage gentil ou méchant, qui évolue au fil des rencontres. Un pay-per-view comme SummerSlam est donc un événement tournant pour les différentes storylines en cours.

### Rivalité entre Triple H et Brock Lesnar
Lors de l'épisode de Raw du 30 avril, Lesnar essaya de renégocier son contrat avec le General Manager John Laurinaitis. Triple H, en tant que directeur général (Chief Operating Officer) intervint et déclara que le contrat que Lesnar avait resigné avec la WWE était encore valide et qu'il ne pouvait plus y ajouter aucune clause. À la suite de cette déclaration, Brock Lesnar attaqua Triple H de dos et lui brisa le bras en lui portant le Kimura Lock,. Triple H effectua alors son retour à No Way Out, abordant les procédures légales entreprises par Lesnar à l'égard de la WWE, mais aussi lui proposant de laisser tomber toutes les charges retenues par Paul Heyman (associé de Brock Lesnar), en échange d'un match à SummerSlam. Le 18 juin, à Raw, Heyman fit une apparition et annonça à Triple H que Brock Lesnar refusait sa proposition (de match à SummerSlam). Il continua également à provoquer Triple H, jusqu'à ce que ce dernier l'attaque. Entretemps, il fut annoncé que Lesnar répondrait au challenge de Triple H le 2 juillet à Raw. Le jour arrivé, l'annonce de la décision de Lesnar fut encore reportée au 23 juillet, à l'occasion du 1000e épisode de Raw. Lors de Raw 1000, Heyman refusa encore l'offre de Triple H, mais après que la femme de Triple H Stephanie McMahon l'eut giflé (à cause de remarques à propos de leurs enfants), il accepte la proposition au nom de Lesnar. Puis, lors du Raw du 6 août, Shawn Michaels fit une apparition pour annoncer qu'il serait aux côtés de Triple H à SummerSlam. Mais, en fin de compte, la présence de Michaels lors du pay-per-view fut compromise après que Lesnar eut utilisé un Kimura Lock pour lui casser le bras.

### Rivalité entre Sheamus et Alberto Del Rio pour le World Heavyweight Championship
À la suite de sa défense de titre victorieuse lors de Money in the Bank (2012) face à Alberto Del Rio, un Fatal-4-Way est organisé à SmackDown pour déterminer qui affrontera Sheamus pour le World Heavyweight Championship à SummerSlam. Alberto Del Rio remporte le match face à Kane, Rey Mysterio et Daniel Bryan. Il obtient ainsi une nouvelle opportunité pour le titre. Lors du SmackDown du 10 août, le General Manager Booker T annule le match à cause de l'attaque des gardes du corps (se faisant passer pour la police venant arrêter Sheamus pour le vol de la voiture de Del Rio) d'Alberto Del Rio contre Sheamus lors de leur match pour le titre lors du show.

### Rivalité entre CM Punk, John Cena et Big Show pour le WWE Championship
Dans les dernières semaines, Punk déclara que malgré le fait qu'il était le champion de la WWE, il se sentait souvent dénigré et poussé vers le fond au profit de stars telles que John Cena ou The Rock. Lors de Raw 1000, The Rock déclara qu'il disputerait un match pour le WWE Championship lors du Royal Rumble (2013). La même soirée, Cena utilisa son Money in the Bank, défiant Punk pour son titre. Après l'intervention du Big Show et la fin du match par disqualification, The Rock accourut sur le ring pour aider à repousser le Big Show. Après cela, Punk attaqua Johnson, lui portant un GTS. Lors du Raw suivant, Cena et Show disputèrent un match pour déterminer l'aspirant n°1 au titre de CM Punk à SummerSlam. L'intervention de ce dernier mit un terme au match qui se termina sans vainqueur.   Après cela, la nouvelle General Manager de Raw AJ Lee annonça que Punk défendrait son titre dans un Triple Threat match contre à la fois Big Show et John Cena à SummerSlam.

### Rivalité entre Chris Jericho et Dolph Ziggler
Lors de Money in the Bank, Ziggler remporta le Money in the Bank Ladder match pour le World Heavyweight Championship, alors que Jericho ne put remporter le Money in the Bank pour le WWE Championship. Le Raw suivant, Jericho interrompit le discours victorieux de Ziggler, qui remit en cause les dernières performances de Jericho, affirmant qu'il "ne pouvait plus gagner les grands matchs" et qu'il avait "perdu la main". Jericho répondit à cela en lui portant le Codebreaker. Le 27 juillet à SmackDown, Jericho (portant les vêtements de Ziggler) le jeta dans le ring, recevant un Brogue Kick porté par Sheamus. Le 6 juin à Raw, Ziggler fait face à Alex Riley, mais perd à la suite d'une distraction de Jericho. Il fut annoncé le 10 août à SmackDown que Ziggler affronterait Jericho à SummerSlam.

### Rivalité entre Kane et Daniel Bryan
Daniel Bryan fit une proposition à AJ lors du Raw du 16 juillet, ce qu'elle accepta. La cérémonie de mariage devant avoir lieu lors du Raw 1000. Mais, pendant la cérémonie, AJ rejeta Bryan et elle annonça qu'elle était nommée nouvelle General Manager de Raw par Vince McMahon, ce qui provoqua la colère de Bryan, qui se mit à détruire les décorations du mariage placées dans le ring. Il fut par suite insulté et moqué par CM Punk, The Rock et même l'invité du Raw 1000 Charlie Sheen. Après une défaite contre Sheamus dans un Street Fight lors de l'épisode du 30 juillet de Raw, il subit un examen psychologique (sous les ordres d'AJ Lee agissant en vengeance, ayant découvert que Bryan projetait de l'envoyer dans un hôpital psychiatrique après leur mariage) et fut attaqué par Kane (qui prétendait être le "thérapeute de gestion de colère" de Bryan). Lors du Raw du 6 août, AJ annonça à Bryan qu'il combattrait Kane à SummerSlam.

### Rivalité entre The Miz et Rey Mysterio pour le Intercontinental Championship
Quelques heures avant le début du Raw du 13 août, AJ annonça le match sur son Twitter, ce qui fut repris sur le site de la WWE. The Miz est champion intercontinental depuis un mois où il gagna le titre face à Christian. Devenu Triple Crown Champion grâce à cette victoire, il combattra Rey Mysterio qui vient d'effectuer récemment son retour, après avoir été blessé pendant presque un an. Mysterio obtint le droit de concourir pour le titre de The Miz après qu'il l'eut battu dans un match simple sans enjeu le 10 août à SmackDown. Il l'a déjà battu lors d'un Raw de l'année dernière pour devenir champion de la WWE, remportant la finale d'un tournoi comportant à l'origine huit catcheurs.

### Rivalité entre Kofi Kingston & R-Truth etThe Prime Time Playerspour le WWE Tag Team Championship
Après des semaines de dure compétition et de matchs acharnés, les Prime Time Players (Darren Young & Titus O'Neil) devinrent enfin aspirants n°1 pour le titre de Kofi Kingston & R-Truth. Ce statut fut acquis dans un match contre Primo et Epico lors du Raw du 13 août où A.W., en réponse à un geste similaire quelques semaines plus tôt, aspergea d'eau Kingston et Truth puis s'infiltra dans le ring, laissant ces derniers intervenir dans le match frappant les Prime Time Players et leur permettant de remporter le match par disqualification. Par cette ruse de Washington, ils obtienrent donc le droit de conquerir pour le titre à SummerSlam. Les Prime Time Players avaient déjà remporté un Fatal-4-Way pour devenir les aspirants n°1 au titre par équipes. Sans succès, puisqu'ils ont été défaits en juillet par les mêmes Kingston et R-Truth. Mais en août, des défaites successives en individuel de ces derniers face à Young et O'Neil permirent aux Prime Time Players d'espérer enfin remporter le titre par équipes tant convoité.

### Rivalité entre Santino Marella et Antonio Cesaro  pour le United States Championship
Santino Marella détient le titre de champion des États-Unis depuis plusieurs mois, et bien avant la première apparition d'Antonio Cesaro au sein de la WWE. Après avoir défait le champion lors de deux matchs consécutifs (sans enjeu), Cesaro, accompagné de sa petite amie Aksana, obtient donc enfin l'opportunité de disputer le titre lors de SummerSlam.

## Tableau des matchs
| #                                                                | Match                                                                                      | Stipulations                                           | Durée |
| ---------------------------------------------------------------- | ------------------------------------------------------------------------------------------ | ------------------------------------------------------ | ----- |
| Pré-show                                                         | Antonio Cesaro (avec Aksana) bat Santino Marella (c)                                       | Match simple pour le WWE United States Championship    | 5:08  |
| 1                                                                | Chris Jericho bat Dolph Ziggler (avec Vickie Guerrero)                                     | Match simple                                           | 13:05 |
| 2                                                                | Daniel Bryan bat Kane                                                                      | Match simple                                           | 8:02  |
| 3                                                                | The Miz (c) bat Rey Mysterio                                                               | Match simple pour le WWE Intercontinental Championship | 9:09  |
| 4                                                                | Sheamus (c) bat Alberto Del Rio (avec Ricardo Rodriguez)                                   | Match simple pour le World Heavyweight Championship    | 11:22 |
| 5                                                                | Kofi Kingston et R-Truth (c) battent The Prime Time Players (Darren Young et Titus O'Neil) | Match par équipe pour le WWE Tag Team Championship     | 7:07  |
| 6                                                                | CM Punk (c) bat John Cena et Big Show                                                      | Triple Threat match pour le WWE Championship           | 12:34 |
| 7                                                                | Brock Lesnar (avec Paul Heyman) bat Triple H par soumission                                | Match simple                                           | 18:45 |
| (c) désigne le(s) champion(s) défendant son titre dans le match. |                                                                                            |                                                        |       |

### Autres sources
- (en) Cet article est partiellement ou en totalité issu de l’article de Wikipédia en anglais intitulé « SummerSlam (2012) » (voir la liste des auteurs).